# Bayernhymne
 (février 2023).
Le Bayernhymne est l'hymne officiel de l'État allemand de Bavière.

## Histoire
La mélodie a été composée par Konrad Max Kunz en 1860. Le texte original, de trois strophes, a quant à lui été réalisé par Michael Öchsner. Tous deux étaient membres de la Bürger-Sänger-Zunft München, qui a pour la première fois joué cette chanson le 15 décembre 1860. Rapidement, la chanson est devenue très populaire et différentes versions ont commencé à apparaître. En 1948, le poète bavarois Joseph Maria Lutz a écrit une nouvelle version de l'hymne, conformément à une décision du Conseil du Parti bavarois.
Ce dernier s'opposait en effet à l'adhésion de la Bavière à la République fédérale d'Allemagne, souhaitait que l'État devienne indépendant. Ainsi, les références à la Bavière allemande ont été supprimées. « Deutsche Erde » (« terre allemande ») est par exemple devenue « Heimaterde » (« sol natal »).
La troisième strophe, qui demandait initialement de veiller aux « droits sacrés du peuple » et qui avait donc été supprimée après la chute de la monarchie, en 1919, refait son apparition mais exhorte désormais les gens à protéger les droits de l'homme.
La chanson officielle de la Bavière est jouée lors des grands événements publics depuis 1964, et devient « hymne » en 1966.
Le 29 juillet de cette même année, le ministre-président bavarois, Alfons Goppel, recommande l'utilisation de la version de Joseph Maria Lutz.
Suivent alors des années de conflits entre partisans des versions « Ochsner » et « Lutz ».
Le ministre-président Franz Josef Strauss clôt le débat en déclarant que la version adoptée par le Parlement et le gouvernement en 1952-1953 (et contenant les deux premières strophes de la version d'Ochsner) restera celle étudiée dans les écoles, et utilisée par les médias publics bavarois.

## Anecdotes
- Contrairement à d'autres régions (Basse-Saxe, Bade), le Bayernhymne obtient la protection du Code pénal (« Insulte à l'État et ses Symboles »)
- Dans le royaume de Bavière, en dépit de la grande popularité de la chanson Für Bayern, l'hymne était Heil unserm König, Heil!.
- Au XIXe, la mélodie de Konrad Max Kunz était souvent remplacée par celle de Joseph Haydn, également utilisée pour les hymnes autrichien (Autriche impériale) et allemand (actuel).
- Le groupe de musique « Biermösl Blosn » provoque un tollé en 1982 en parodiant la chanson afin de critiquer l'utilisation de produits chimiques dans l'agriculture bavaroise. En 1998, le ministère bavarois de la Culture fait retirer un manuel parce qu'il ne contenait que cette parodie[1],[2].

## Texte actuel

La Bayernhymne.

Voici le texte, publié le 18 juillet 1980 par le ministre-président bavarois, Franz Josef Strauss :

[Notons que parfois, les mots „Weiß“ et „Blau“ figurent en majuscules]
| Paroles allemandes 1. Gott mit dir, du Land der Bayern, deutsche Erde, Vaterland! Über deinen weiten Gauen ruhe Seine Segenshand! \|: Er behüte deine Fluren, schirme deiner Städte Bau Und erhalte dir die Farben Seines Himmels, weiß und blau! :\| 2. Gott mit dir, dem Bayernvolke, dass wir, uns’rer Väter wert, fest in Eintracht und in Frieden bauen uns’res Glückes Herd! \|: Dass mit Deutschlands Bruderstämmen einig uns ein jeder schau und den alten Ruhm bewähre unser Banner, weiß und blau! :\| | Traduction française 1. Que Dieu soit avec toi, État de Bavière, terre allemande, Patrie ! sur ton grand territoire, se pose Sa main miséricordieuse ! \|: Il protège vos prairies, sert de bouclier aux constructions de tes villes Et conserve les couleurs de Son ciel, blanc et bleu ! :\| 2. Que Dieu soit avec toi, Peuple bavarois, que nous, à la valeur de nos pères, fermement en harmonie et en paix construisions notre propre fortune ! \|: Qu'avec les liens de fraternité allemande unis chacun puisse nous voir et l'ancienne splendeur résiste à l'épreuve notre bannière, blanche et bleue ! :\| |